# 勝手にふるえてろ
『勝手にふるえてろ』（かってにふるえてろ）は、綿矢りさによる日本の恋愛小説。第27回織田作之助賞候補作。
『文學界』（文藝春秋）2010年8月号に掲載された後、加筆修正を経て刊行された。『夢を与える』（河出書房新社）から3年ぶりとなる長編作品。
2017年（平成29年）に、松岡茉優の主演で映画化、第30回東京国際映画祭コンペティション部門に出品された。

## あらすじ
恋愛経験のない26歳の女性が、現実の恋人と長年の片想い相手との狭間で悩む。

## 登場人物
江藤 良香
26歳。池袋にあるマルエイ経理課に勤めるOL。恋愛経験ゼロ、おたく系女子。
イチ（一宮）
良香が中学2年生の時から想いを寄せていた同級生。都内在住。
ニ（霧島）
良香と同じ会社の営業マン。良香に交際を申し込む。
来留美
良香の会社の同僚で良き相談相手。
木村
良香の中学時代の同級生。初台在住。
平田
良香の中学時代の同級生。川崎在住。

## 映画
同題で映画化され、2017年（平成29年）12月23日公開。監督・脚本は大九明子。主演は松岡茉優。
第30回東京国際映画祭コンペティション部門「観客賞」受賞作品。
2018年（平成30年）3月、メインの公開劇場である「新宿シネマカリテ」の興行収入が『グランド・ブダペスト・ホテル』を抜き、同館の歴代興行収入1位となった。
主人公の勤務先の撮影場所として、東京都台東区竜泉にある株式会社オンダ（花火、玩具等のメーカー）の事務室及び屋上が使われている。また、主人公が自宅アパートで小火騒ぎを起こし、隣人へ詫びる際に配るのは、新正堂 （東京都港区）で購入した「切腹最中」である。

### あらすじ (映画)
24年間恋愛経験ゼロの、玩具メーカー「タマヤトーイ」社の経理課に勤務するヨシカは、日々、中学時代に片思いをしていた一宮（イチ）との「脳内恋愛」を楽しんでいる。ヨシカはそのことを「イチを脳内に召喚する」と呼んでいる。東京の練馬区で独り暮らしのヨシカは所謂「オタク気質」で、絶滅した動物について夜遅くまでネットで調べたり、博物館から払い下げのアンモナイトの化石を購入したりして悦に入っている。また、我慢出来ないことがあると、独りになった時に「ファーーーック」と叫んでしまう。
ある日、ヨシカは、思いがけなく同期入社の霧島（二）から交際して欲しいとの告白を受ける。生まれて初めて男性から告白されたことに歓喜するヨシカだったが、イチへの思いと、特に好意を持っているわけではない、言動がややウザい二との間で心が揺れる。
そんな時、ヨシカは自宅で小火騒ぎ起こしてしまい、人間はいつ死ぬか分からない、故に、「脳内召喚」などするより、イチと実際に会うべきだとの思いが募ったヨシカは、中学の同窓会を計画する。中学時代に友達がいなかった自分は影響力が皆無だと考え、嘗て米国に転校して行った紫谷玲奈（むらさきだに・れな）というクラスメイトのSNSアカウントを偽造し、そこを起点に年末年始休暇を利用した同窓会を招集する。
ヨシカは並行してニとのデートも続けていたが、ニが示してくる好意に応えることに躊躇っていた。
同窓会は12月30日に故郷の居酒屋で開催される。開始直前、ヨシカは上記の偽造アカウントから、紫谷当人は「スペイン風邪」に罹患したことから欠席するとの連絡を出席者に送る。十数人集まった同窓会の場ではヨシカは話し相手もおらず手持無沙汰であったが、席上、東京在住と判明したイチと再度会うべく、いきなり東京にいる仲間で新年会を開こうと提案し、4人の賛同を得る。しかし、イチからは「行けたら行くよ」との曖昧な返事しか聞かれなかった。
新年会はIT企業勤務の仲間の1人が住むタワーマンションで開かれる。イチも出席である。しかし、ここでもヨシカは他の出席者たちと馴染めず、独り皿洗いをしたり、勝手に破ったカレンダーの裏にイラストを描いたりして時間を潰す。夜明けが近づく中、ヨシカはイチと2人でベランダで語らい、共通の興味（絶滅した動物）について盛り上がり、良い雰囲気となる。また、ヨシカがイチが中学当時、クラス一の人気者だったと言ったのに対してイチは、周りからの「いじり」は苦痛でしかなかった、だから年末の同窓会にも余り行きたくなかったのだと明かし、ヨシカを驚かせる。更には、運動会の閉会式でイチがヨシカに対して「こっち見て、俺を見て」と話し掛けたのは、「クラスの中で君だけが僕のことを見てこなかったから」だと知り、イチへの想いがますます募る。中学時代のヨシカはイチのことを正視出来ず、自分の視野の端で捉えていて、それを「視野見」（しやみ）と名付けていたのだった。しかしその後、ヨシカのことを「君」と呼び続けるイチにその理由を尋ねると、「君の名前なんだったっけ？」訊かれ、大きなショックを受ける。
その後、ヨシカの独白により、ヨシカの、釣りおじさん、金髪店員、駅員、整体師、編み物おばさん、コンビニ店員等との会話・交流は全てヨシカの想像・妄想であったことが明らかになる。また、ヨシカと同期入社で同じ経理課の来留美が、ニに対してヨシカとの恋愛についていろいろと（ヨシカは交際経験が無いこと等）助言していたことを知り憤慨する。
自分が処女であることが会社中に知れ渡ってしまったと思い込み自暴自棄になったヨシカは、妊娠したと嘘をつき、会社から産休を取得しようとするが、許可されなかったことから退職する。ヨシカ妊娠の噂を聞きつけたニはヨシカと口を利かなくなってしまう。
そして、ある雨の晩、ニがヨシカのアパートを訪ねて来て、妊娠は嘘だとヨシカが言ったことから言い合いになるが、その後、ニはヨシカに対して高まる自分の想いをぶちまけ、2人は玄関口に倒れこみ、キスをする。キスをする直前、ヨシカは身体中が雨で濡れたニに向かって「勝手にふるえてろ」と言う。

### キャスト
- 江藤 良香（ヨシカ）：松岡茉優
- イチ（一宮）：北村匠海 … ヨシカの中学時代からの片想いの相手
- ニ（霧島）：渡辺大知 … ヨシカと同期入社の社員で営業二課所属
- 月島 来留美：石橋杏奈 … ヨシカと同期入社の社員で経理課の同僚
- 釣りおじさん：古舘寛治 … ヨシカの話相手になっている、いつも釣りをしているおじさん
- オカリナ：片桐はいり … いつもオカリナを吹いている、ヨシカのアパートの隣人で、氏名は岡里奈
- 金髪店員：趣里 … ヨシカが通うハンバーガーショップの店員
- 駅員：前野朋哉 … ヨシカが利用している自宅最寄り駅の駅員
- 整体師：池田鉄洋
- 編み物おばさん（ヨシカの会社で清掃の仕事をしている）：稲川実代子
- コンビニ店員：栁俊太郎 … 終盤にオカリナと交際していることが判明する
- 居酒屋店員：山野海 … 同窓会の場で、イチを取り逃がすなとヨシカを鼓舞する
- 同級生 薫：梶原ひかり
- 同級生 愛：金井美樹
- 同級生 木村：小林龍二 … IT企業勤務でタワーマンションに住んでいる
- 同級生 安倍：増田朋弥
- 緑川先生：後藤ユウミ
- 和菓子屋店員：原扶貴子
- 経理課長：仲田育史 … 口髭にサスペンダーで、フレディ・マーキュリーに「寄せて」いるとヨシカと来留美に思われている
- 営業一課 高杉：松島庄汰 … 来留美と交際している

### スタッフ
- 監督・脚本 - 大九明子
- 原作 - 綿矢りさ『勝手にふるえてろ』
- エグゼクティブプロデューサー - 福嶋更一郎、津嶋敬介
- チーフプロデューサー - 新村裕、鈴木俊明
- 企画・プロデュース - 白石裕菜
- プロデューサー - 服部保彦、楠千恵子
- 製作 - 横井正彦、堀義貴、水野道訓、小西啓介、歴東皓、宮崎伸夫、本丸勝也
- 撮影 - 中村夏葉
- 照明 - 疋田淳
- 録音 - 小宮元
- 美術 - 秋元博
- 装飾 - 佐藤和典
- 衣装 - 宮本茉莉
- ヘアメイク - 加藤まり子
- 編集 - 米田博之
- 音楽 - 高野正樹
- 音響効果 - 渋谷圭介
- 主題歌 -  黒猫チェルシー「ベイビーユー」
- 助監督 - 成瀬朋一
- 制作担当 - 前場恭平
- 脚本協力 - 樋口七海
- 企画協力 - 文藝春秋
- 配給・宣伝 - ファントム・フィルム
- 制作プロダクション - ホリプロ
- 製作 - 映画「勝手にふるえてろ」製作委員会（メ〜テレ、ホリプロ、ソニー・ミュージックエンタテインメント、ファントム・フィルム、Easy Japan、朝日新聞、ヒョウゴベンダ）

### 受賞歴
- 第30回東京国際映画祭[5]
  - コンペティション部門 観客賞
  - 東京ジェムストーン賞「松岡茉優」
- 第27回日本映画プロフェッショナル大賞[7]
  - ベストテン 第1位
  - 作品賞
  - 主演女優賞「松岡茉優」
- 第22回 日本インターネット映画大賞[8]
  - 2017年作品賞ベストテン 第7位
- 第10回 TAMA映画賞[9]
  - 最優秀女優賞「松岡茉優」[注 2]
- 第42回日本アカデミー賞[10][11]
  - 優秀主演女優賞「松岡茉優」
- 映画芸術[12]
  - 2018年日本映画ベストテン 第4位
- 第29回日本映画プロフェッショナル大賞[13]
  - 2010年代映画（2010〜19年）ベストテン 第7位

### 海外映画祭
本作は以下の通り、海外の映画祭にも出品された。
- 香港国際映画祭
- ウディネ・ファーイースト映画祭
- 全州国際映画祭
- ニッポン・コネクション
- トロント日本映画祭
- 上海国際映画祭
- ファンタジア国際映画祭
- ジャパン・カッツ
- デンバー日本映画祭
- We Are One: A Global Film Festival [16]

### Blu-ray・DVD
2018年（平成30年）6月6日発売・レンタル開始。発売・販売元は、ソニー・ミュージックマーケティング。
聴覚障害者対応日本語字幕付き。
- Blu-ray 初回生産限定盤（本編DISC 1枚・特典DISC 1枚）
  - 封入特典：ポストカード4種・アウターケース・デジパック仕様
  - 本編DISC映像特典：本予告・ショート予告
  - 本編DISC音声特典：松岡茉優・大九明子監督によるオーディオコメンタリー
  - 特典DISC映像特典
    - メイキング映像
    - 東京国際映画祭イベント映像
    - 試写イベント映像（特別上映会・公開直前イベント・公開初日舞台挨拶）
    - キャラクター動画（イチ編・二編）
- Blu-ray 通常盤（本編DISC 1枚）
  - 本編DISC映像特典：本予告・ショート予告
- DVD 通常盤（本編DISC 1枚）
  - 本編DISC映像特典：本予告・ショート予告